# Jack Green (Leichtathlet)
Jack Peter Green (* 6. Oktober 1991 in Maidstone) ist ein britischer Hürdenläufer, der sich auf den 400-Meter-Hürdenlauf spezialisiert hat.

## Karriere
Erste internationale Erfahrungen sammelte Jack Green bei den Junioreneuropameisterschaften 2009 in Novi Sad, bei denen er das Halbfinale über 400 Meter Hürden erreichte, dort aber nicht mehr antrat. 2010 belegte er bei den Juniorenweltmeisterschaften im kanadischen Moncton den fünften Platz über die Hürden und gewann mit der britischen 4-mal-400-Meter-Staffel die Bronzemedaille hinter den Vereinigten Staaten und Nigeria. 2011 siegte er bei den U23-Europameisterschaften in Ostrava in 49,13 s und qualifizierte sich damit für die Weltmeisterschaften in Daegu, bei denen er mit 49,62 s im Halbfinale ausschied.
2012 qualifizierte er sich für die Olympischen Sommerspiele in London, bei denen er sein Rennen im Halbfinale vorzeitig beenden musste. Zudem belegte er mit der britischen Stafette mit 2:59,53 min im Finale den vierten Platz. 2013 nahm er erneut an den U23-Europameisterschaften in Tampere teil, musste dort aber bereits seinen Vorlauf vorzeitig beenden. Daraufhin verkündete er, wegen anhaltender Depressionen eine Auszeit vom Spitzensport zu nehmen, die bis 2015 andauerte. 
2015 belegte er bei den World Relays auf den Bahamas mit der 4-mal-400-Meter-Staffel den sechsten Platz und qualifizierte sich über die Hürden für die Weltmeisterschaften in Peking, bei denen er aber nicht an den Start ging. 2016 gelangte er bei den Europameisterschaften in Amsterdam das Finale, konnte dort aber seinen Lauf nicht beenden. Zudem gewann er mit der britischen Staffel die Bronzemedaille hinter Belgien und Polen. Er qualifizierte sich damit auch für die Olympischen Spiele in Rio de Janeiro, bei denen er mit 49,54 s im ersten Halbfinale ausschied. 
2017 nahm er an den Weltmeisterschaften in London teil, bei denen er mit 49,43 s im Halbfinale ausschied. Zudem gewann er mit der britischen Staffel die Bronzemedaille und kam dabei im Vorlauf zum Einsatz. 2018 nahm er zum ersten Mal an den Commonwealth Games im australischen Gold Coast teil und belegte dort in 49,18 s den vierten Platz. Zudem schied er mit der englischen Stafette in der ersten Runde aus.
2017 wurde Green britischer Meister über 400 Meter Hürden. Er ist Absolvent an der University of Bath.

## Persönliche Bestzeiten
- 400 m Hürden: 48,60 s, 13. Juli 2012 in London